# Осуф, Пьер-Мари
Пьер-Мари́ Осу́ф (фр. Pierre-Marie Osouf  MEP, 26 мая 1829, Франция — 27 июня 1906 года, Токио, Япония) — католический прелат, миссионер, викарий апостольского викариата Северной Японии с 19 декабря 1876 года по 15 июня 1891 год, первый архиепископ Токио с 15 июня 1891 года по 27 июня 1906 год, член миссионерской организации «Парижское общество заграничных миссий».

## Биография
11 июля 1852 года Пьер-Мари Осуф был рукоположён в священника, после чего был отправлен на миссию в Японию.
19 декабря 1876 года Римский папа Пий IX назначил Пьер-Мари Осуфа викарием апостольского викариата Северной Японии и титулярным епископом Арсиньи Аркадийской. 11 февраля 1877 года состоялось рукоположение Пьера-Мари Осуфа в епископа, которое совершил архиепископ Экса Теодор-Огюстен Форкад в сослужении с викарием апостольского викариата Южной Японии и титулярным епископом Мириофитоса Бернаром Птижаном и епископом Кутанса Абелем-Анастасом Жерменом.
15 июня 1891 года Святой Престол преобразовал апостольский викариат Северной Японии в архиепархию Токио и Пьер-Мари Осуф стал её первым архиепископом.
Скончался 27 июня 1906 года в Токио.